# 杉原望来
杉原 望来（すぎはら みらい、2005年9月23日 - ）は、大阪府岸和田市出身のプロ野球選手（投手・育成選手）。左投左打。広島東洋カープ所属。

## 経歴

### プロ入り前
6歳の時に和泉北リトルで野球を始め、岸和田市立山直北小学校入学後も在籍した。岸和田市立山直中学校在学時は硬式野球のクラブチームである岸和田シニアでプレーし、3年時にはシニア西日本代表として台湾遠征に参加した。
京都国際高等学校に進学し、1年秋からベンチ入り。2年夏の第104回全国高等学校野球選手権大会では背番号18でベンチ入りしたが登板はなく、チームも初戦で敗れた。同年秋からエースを務めた。3年夏の京都大会では京都外大西との4回戦で初登板し、1失点完投勝利。続く準々決勝で立命館に敗れ、3年連続の甲子園大会出場を逃した。同学年に濵田泰希、長水啓眞、1学年上に森下瑠大、2学年上に中川勇斗がいた。
2023年10月26日に開催されたドラフト会議にて、広島東洋カープから育成3位指名を受けた。11月21日に支度金319万円、年俸250万円で仮契約した（金額は推定）。背番号は128。

### 広島時代
2024年はウエスタン・リーグ公式戦に2登板、0勝0敗、防御率13.50の成績であった。

## 人物
好きな芸能人は有村架純。

## 詳細情報

### 背番号
- 128（2024年 - ）